# Victor Bourgeau
Pour les articles homonymes, voir Bourgeau.
Victor Bourgeau (né le 26 septembre 1809 à Lavaltrie - décédé le 1er mars 1888 à Montréal) est un architecte québécois.

## Biographie

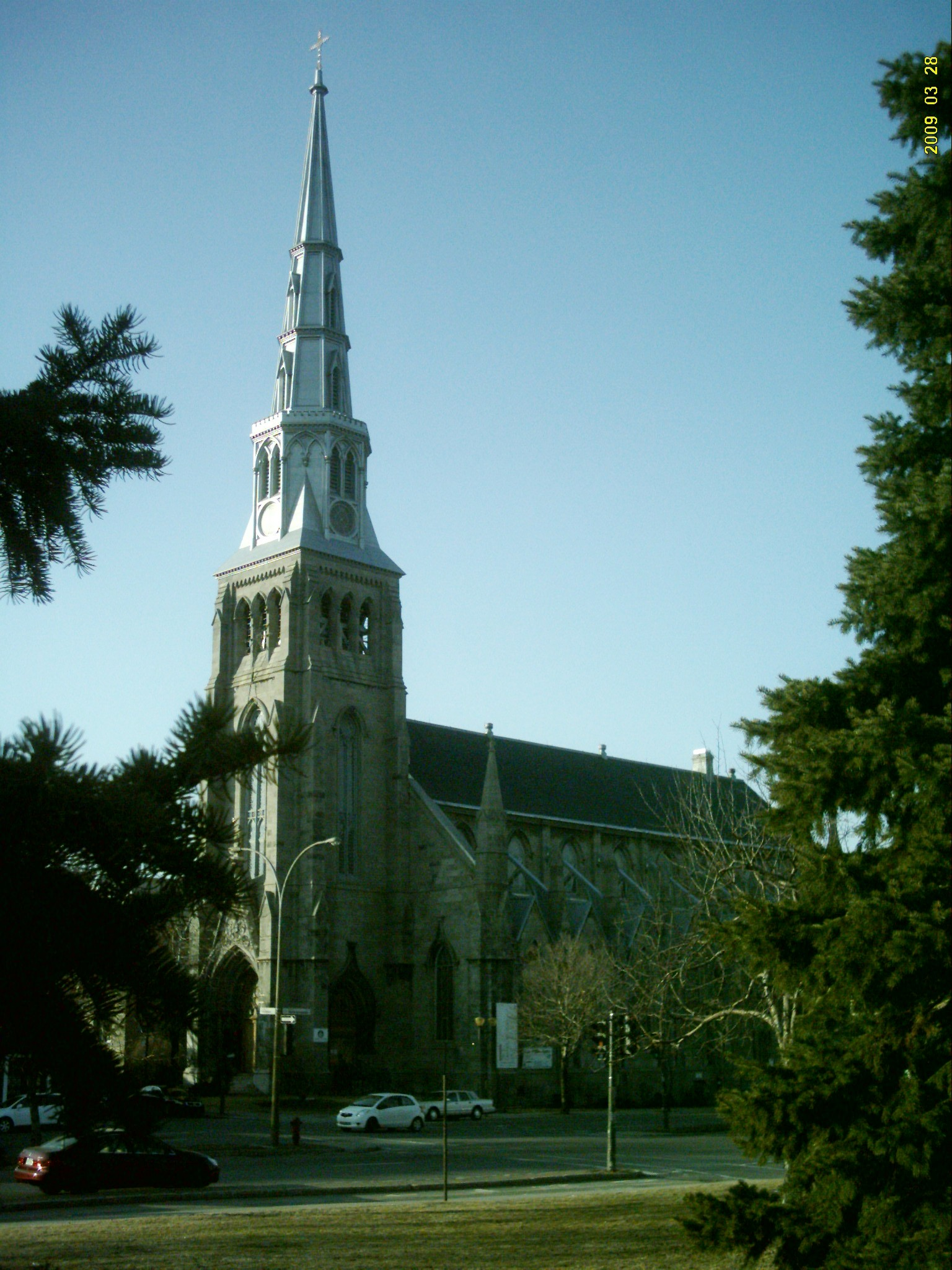
L'église Saint-Pierre-Apôtre à Montréal

Après une formation autodidacte, Victor Bourgeau arrive à Montréal durant les années 1830. Il assiste alors à un renouvellement total de l’architecture, qui épouse de plus en plus les styles néoclassique et néogothique avec l'influence des architectes montréalais James O’Donnell, John Wells mais surtout John Ostell. Il fut probablement un apprenti de John Ostell. D'ailleurs après 1850, Victor Bourgeau complétera certaines œuvres entreprises par John Ostell et prendra sa relève auprès de l’évêché et des communautés religieuses. 
Choisi par l'évêque de Montréal Ignace Bourget à la suite de sa réalisation achevée et acclamée de l'église Saint-Pierre-Apôtre de Montréal, il réalise durant sa carrière plus d'une centaine d'œuvres architecturales, et son style néo-gothique marquera son époque.
En effet, il se fait le promoteur de cette architecture. L’église Saint-Pierre-Apôtre, à Montréal (1852–1853), l'église de L'Assomption-de-la-Sainte-Vierge à L'Assomption, et la Cathédrale de l'Assomption de Trois-Rivières, terminée en 1858 témoignent de la maîtrise de l’architecte dans ce style nouveau pour l’Église catholique au Québec. 
Il réalisera la cathédrale Saint-Jacques de Montréal et, par la suite, débutera les plans de la nouvelle cathédrale Marie-Reine-du-Monde de Montréal mais à contrecœur puisqu'il n'était pas enthousiaste ni du projet ni du style (néo-baroque) désirés par Ignace Bourget. Le père Joseph Michaud terminera cet ouvrage.
Sa grande réalisation demeure la réfection du décor intérieur de la basilique Notre-Dame de Montréal. Les plans avaient été soumis dès 1857, mais les travaux s’échelonnent jusqu’en 1880. L’objectif était de modifier l’apparence intérieure de l’édifice, jugée trop sobre. Le décor intérieur de Notre-Dame impressionna si bien les témoins de l'époque qu'il devint rapidement un modèle suivi sur une grande échelle au Québec.
Sa sépulture est située dans le cimetière Notre-Dame-des-Neiges, à Montréal.

## Quelques œuvres
- Intérieur de la basilique Notre-Dame de Montréal
- L'église Saint-Pierre-Apôtre de Montréal ; dont il signe le contrat de construction en 1851. À la suite du succès de cette construction, il deviendra l'architecte du diocèse, sous Monseigneur Ignace Bourget.
- Cathédrale Saint-Jacques de Montréal
- Église Saint-Enfant-Jésus du Mile-End
- Cathédrale de l'Assomption de Trois-Rivières
- Église de L'Assomption-de-la-Sainte-Vierge
- Couvent des Sœurs de la Charité de l’Hôpital Général de Montréal (Sœurs grises), construit de 1869 à 1871
- Église de La Visitation-de-l'Île-Dupas (La Visitation-de-l'Île-Dupas)
- Église Sainte-Rose de Lima
- Cathédrale Saint-Germain, à Rimouski
- Église Saint-Vincent-de-Paul (Laval)
- Église Saint-Joachim (Montréal)
- Église Sainte-Marthe (Sainte-Marthe)
- Église Saint-Joseph-de-Soulanges (Les Cèdres)
- Église et presbytère de Saint-Cuthbert
- Église Saint-Henri de Mascouche

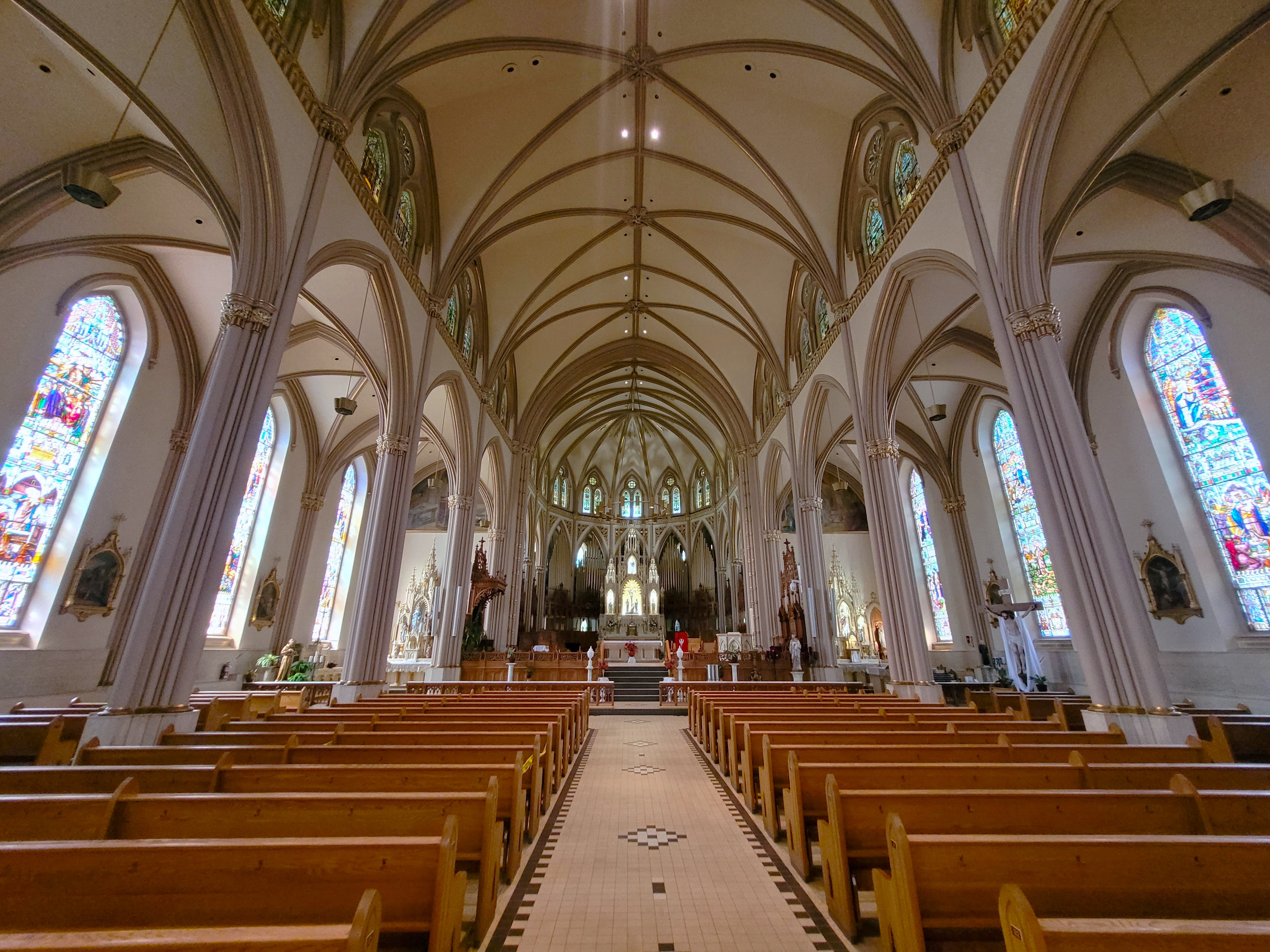
Intérieur de la cathédrale de l'Assomption de Trois-Rivières, dessinée par Victor Bourgeau, et construite entre 1854 et 1858, à la demande du premier évêque de Trois-Rivières, Thomas Cooke.

- Intérieur de la cathédrale de l'Assomption de Trois-Rivières, dessinée par Victor Bourgeau, et construite entre 1854 et 1858, à la demande du premier évêque de Trois-Rivières, Thomas Cooke.Église de La-Nativité-de-la-Sainte-Vierge de La Prairie, décoration intérieure et plusieurs composantes de la structure.

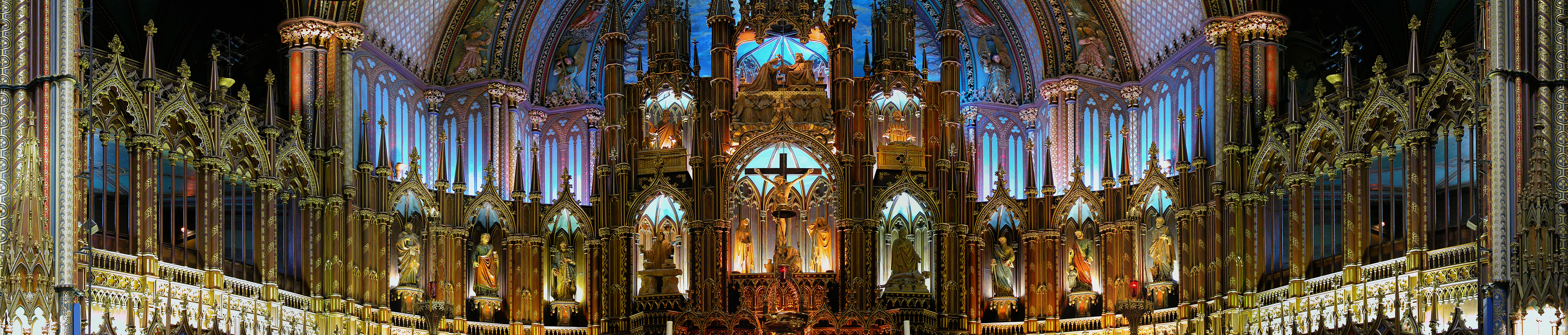
Vue intérieure panoramique de l'intérieur de la basilique Notre-Dame de Montréal, réalisation de Bourgeau (cliquez pour agrandir)